# Socialismo liberal
Socialismo liberal é uma filosofia política sendo uma variante do socialismo e que inclui princípios liberais dentro dela. O socialismo liberal não tem o objetivo de abolir o capitalismo em favor de uma economia socialista; em vez disso, ele suporta uma economia mista, baseada no socialismo de mercado, que inclui tanto a propriedade comum e a propriedade pública,  quanto a  propriedade privada dos bens de capital.
Embora o socialismo liberal favoreça uma economia de livre mercado, ela identifica os monopólios legais e artificiais como culpa do capitalismo e, portanto, se opõe totalmente ao laissez-faire do liberalismo econômico. Ele considera tanto a liberdade e a igualdade de serem compatíveis e mutuamente dependentes uma da outra.
Os princípios que podem ser descritos como "liberais socialistas" foram baseados ou desenvolvidos pelos seguintes filósofos: John Stuart Mill, Eduard Bernstein, G. D. H. Cole, John Dewey, Carlo Rosselli, Norberto Bobbio e Chantal Mouffe. Outras figuras socialistas liberais importantes incluem Guido Calogero, Piero Gobetti, Leonard Trelawny Hobhouse e RH Tawney. O socialismo liberal tem sido particularmente proeminente na política britânica e italiana.
As ideias seminais do liberal-socialismo podem ser traçadas a John Stuart Mill. Mill teorizou que as sociedades capitalistas experimentariam um gradual processo  de socialização através da coexistência entre empresas controladas por trabalhadores e empresas privadas. Mill rejeitou modelos centralizados de socialismo, que poderiam desencorajar a competição e a criatividade, mas argumentou que a representação é essencial em um governo livre, e que a democracia não poderia subsistir caso as oportunidades não fossem bem distribuídas, concebendo a democracia, portanto, não apenas como uma forma de governo representativo, mas como uma organização social completa.
Pierre-Joseph Proudhon, o teórico do mutualismo, é considerado por alguns como um dos precursores do socialismo liberal.

## Variantes e sua história

### Alemanha

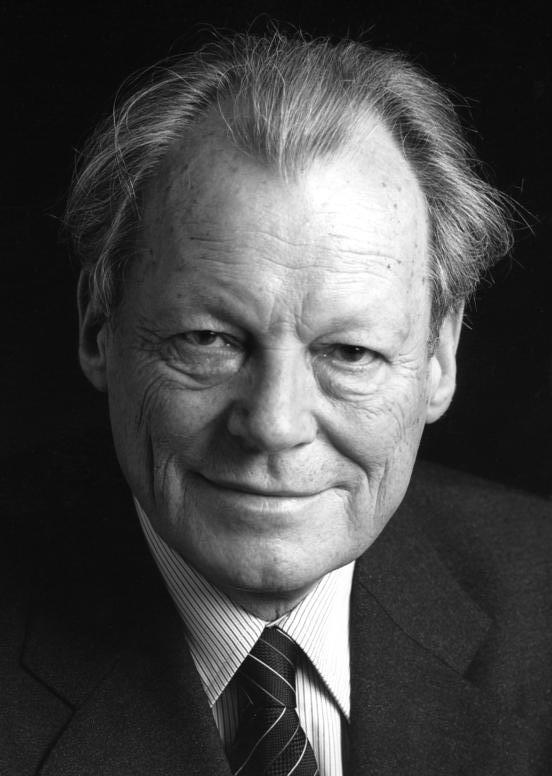
Willy Brandt, chanceler da Alemanha Ocidental de 1969 a 1974.

Uma versão inicial do socialismo liberal foi desenvolvida na Alemanha por Franz Oppenheimer. Embora Oppenheimer estivesse comprometido com o socialismo, suas teorias inspiraram o desenvolvimento do liberalismo social, que foi seguido pelo chanceler alemão Ludwig Erhard, que disse: "Enquanto eu viver, eu não vou esquecer Franz Oppenheimer! vou ser tão feliz se a economia social de mercado, tão perfeita ou imperfeita quanto poderia ser, continua a testemunhar o trabalho, a postura intelectual das ideias e os ensinamentos dele."
Na década de 1930, o Partido Social-Democrata da Alemanha (SPD), um partido político socialista reformista que era até então baseado no revisionismo marxista, começou a afastar-se do marxismo em direção ao socialismo. Em 1933, depois que o partido foi proibido pelo regime nazista, o SPD passou a atuar no exílio adotando o nome de SoPaDe. Em 1934, o SoPaDe começou a publicar material que indicava que estava optando pelo socialismo liberal. Um de seus membro, Curt Geyer, foi um proeminente defensor do socialismo liberal dentro do SoPaDe, e declarou que o SoPaDe representava a tradição da social-democracia e do socialismo democrático da República de Weimar, e declarou que o SoPaDe se mantinha  fiel aos princípios liberais tradicionais combinados estes com o realismo político do socialismo. Após a restauração da democracia na Alemanha Ocidental, o SPD em 1959, eliminou a parte restante de marxismo em seu programa político e em seguida, tornou-se oficialmente um partido com base no Freiheitlicher Sozialismus (socialismo liberal). O chanceler alemão Willy Brandt é considerado como um socialista liberal.

### Reino Unido

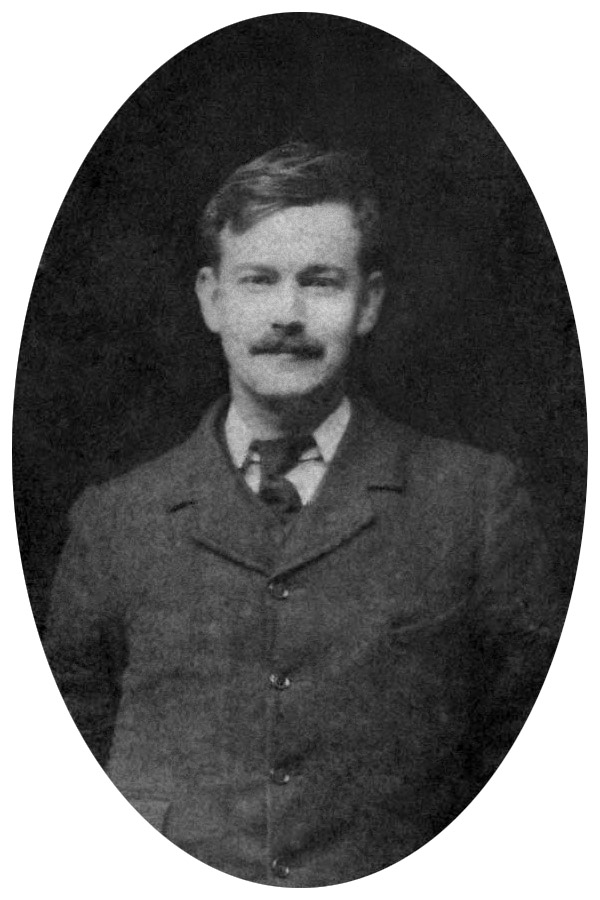
R. H. Tawney.

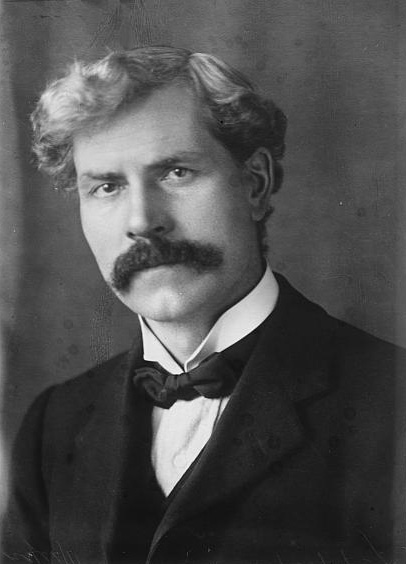
Ramsay MacDonald, o primeiro-ministro do Reino Unido, (1924, 1929-1935).

O socialismo liberal exerceu influência na política britânica, especialmente na variante conhecida como socialismo ético. Um componente importante do socialismo ético está na sua ênfase em críticas morais e éticas do capitalismo. Socialistas éticos defendem uma economia mista que envolve a aceitação de um papel de ambas, as empresas públicas bem como da iniciativa privada socialmente responsável. O socialismo ético foi fundada por RH Tawney, um cristão socialista britânico, e seus ideais estavam ligados ao socialismo cristão e a Sociedade Fabiana.
O socialismo liberal manteve-se como uma importante ideologia dentro do Partido Trabalhista do Reino Unido - o primeiro-ministro trabalhista Tony Blair adepto do socialismo ético descreve este como sendo baseado em valores de "justiça social, um igual valor de cada cidadão e a igualdade de oportunidades dentro da comunidade".

### Itália

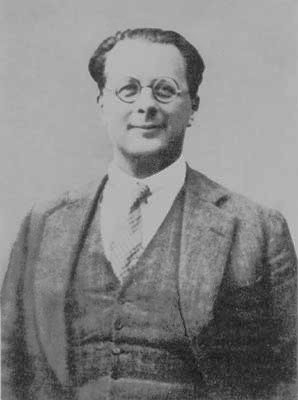
Carlo Rosselli

O socialista italiano Carlo Rosselli, inspirado na definição de socialismo pelo fundador da social-democracia Eduard Bernstein, que definiu o socialismo como "liberalismo organizado", expandiu as ideias de Bernstein desenvolvendo o "socialismo liberal". Rosselli definiu a ideologia em sua obra de mesmo nome: "Socialismo Liberal" (1925), no qual ele apoiava o tipo de economia socialista definida pelo socialista e economista Werner Sombart em seu livro Der moderno Kapitalismus (1908), que previa uma nova economia mista, moderna, que incluiu tanto a propriedade pública e privada, a competição econômica limitada, e uma maior cooperação econômica. Rosselli apreciou os princípios do liberalismo, como ideologia que enfatizava a liberdade, mas ficou profundamente decepcionado com o liberalismo, um sistema que ele descreveu como sendo usado pela burguesia para apoiar seus privilégios e negligenciando os componentes de libertação da ideologia do liberalismo, ele viu o liberalismo convencional como um sistema ideológico para apoiar o 'capitalismo burguês'. Ao mesmo tempo, Rosselli apreciou o socialismo como uma ideologia, mas também ficou profundamente decepcionado com o socialismo convencional como sistema.
Em resposta a sua decepção com o convencional socialismo, Roselli, declarou: As experiências recentes, todas as experiências dos últimos trinta anos, têm irremediavelmente condenado os programas originais do socialismo. O centralizado socialismo estatal, especialmente o coletivista demonstrou ser ineficiente.
O socialismo liberal de Rosselli foi parcialmente baseado em seu estudo e admiração de temas políticos britânicos da Sociedade Fabiana e de John Stuart Mill. Sua admiração pelo socialismo britânico aumentou depois de sua visita ao Reino Unido em 1923, onde conheceu GDH Cole, RH Tawney e outros membros da Sociedade Fabiana.
Um componente importante do socialismo liberal italiano desenvolvido por Rosselli foi sua postura anti-ditatorial e que resultou em seu anti-fascismo. Rosselli se opôs ao fascismo e acreditava que este só seria derrotado por um renascimento do socialismo. Rosselli fundou na década de 1930, o movimento Giustizia e Libertà (Justiça e Liberdade) como um movimento de resistência em oposição ao regime fascista na Itália. Giustizia e Libertà foi fundado por Carlo Rosselli. Ferruccio Parri - que mais tarde tornou-se primeiro-ministro da Itália- e Sandro Pertini - que mais tarde tornou-se Presidente da Itália - foram outros líderes do Giustizia e Libertà. O Giustizia e Libertà estava comprometido com a ação militante para lutar contra o regime fascista, o movimento viu Mussolini como um assassino cruel que se merecia ser morto como punição. Vários esquemas iniciais foram projetadas pelo movimento na década de 1930 para assassinar Mussolini, incluindo um plano dramático do uso de uma aeronave para soltar uma bomba na Piazza Venezia, onde Mussolini residia.

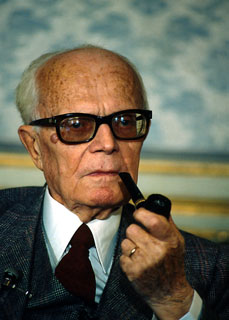
Sandro Pertini, Presidente da Italia (1978-1985).

Após a morte de Rosselli, o socialismo liberal continuou sendo desenvolvido pelo político italiano Guido Calogero.
No entanto, ao contrário de Rosselli, Calogero considerava a ideologia do Socialismo Liberal como uma ideologia única, diversa das ideologias liberais e socialistas existentes na época.
Em 1945, ao término da Segunda Guerra Mundial, Ferruccio Parri do socialista liberal Partido da Ação serviu brevemente como primeiro-ministro da Itália. Em 1978, o socialista liberal Sandro Pertini do Partido Socialista Italiano, foi eleito presidente da Itália, e serviu como presidente até 1985.

### Bélgica
Chantal Mouffe é uma defensora proeminente do socialismo liberal belga. Ela descreve o socialismo liberal como o seguinte:

"Para aprofundar e enriquecer as conquistas pluralista da democracia liberal, a articulação entre o liberalismo político e o individualismo deve ser quebrado, para poder tornar possível uma nova abordagem para a individualidade que restaure a sua natureza social. Isto é onde a tradição socialista do pensamento ainda pode ter algo a contribuir com o projeto democrático e aqui reside a promessa de um socialismo liberal ."— Chantal Mouffe Culture and power: challenging discourses, 2000
.

## Precursores e ideias relacionadas
Em 1919, o político húngaro Oszkár Jaszi declarou seu apoio para o que ele chamou de "socialismo liberal" ao denunciar o "socialismo comunista". Ele se opunha a predominante social-democracia clássica buscava o apoio da classe trabalhadora, Jaszi viu a classe media e os pequenos camponeses como essenciais para o desenvolvimento do socialismo, e falou da necessidade de um "classe média radical". Seus pontos de vista foram especialmente influenciados pelos acontecimentos na Hungria, em 1919, envolvendo a  revolução bolchevique, durante a qual ele especificamente denunciou a visão de mundo marxista, logo após o colapso da República Soviética da Hungria, chamando seus pontos de vista de  "Anti-Marx".
Jaszi promoveu uma forma de socialismo cooperativo, que incluiu os princípios liberais de liberdade, voluntariado, e de descentralização. Ele contrapõe essa sua  versão ideal do socialismo com o sistema político então existente na União Soviética, que ele identificou como ditatorial, militarista e estatista, baseado em uma ordem econômica imperfeita onde a concorrência e a qualidade são desconsideradas.
Os pontos de vista de Jaszi sobre o socialismo e, especialmente suas obras denunciando o comunismo bolchevique voltaram ao interesse público húngara na década de 1980, quando as cópias de seus manuscritos foram descobertos e foram contrabandeados para a Hungria, que estava então sob o regime comunista.